# Allodesmus
Allodesmus is een geslacht van uitgestorven Pinnipedia van het Midden- tot Boven-Mioceen van Californië en Japan dat behoort tot de Pinnipedia-familie Desmatophocidae.

## Beschrijving
Allodesmus had een lengte van ongeveer 2,4 meter lang en woog 360 kilogram. Allodesmus had de specifieke anatomische kenmerken die worden gevonden in moderne polygynachtige pinnipeden: seksueel dimorfisme, sterke hoektanden voor gevechten tussen stieren en tanden met goed gedefinieerde groeizones, een resultaat van periodiek vasten (om hun harem te verdedigen, gingen mannetjes niet naar zee om te voeden tijdens het paarseizoen).

## Taxonomie
Allodesmus sinanoensis en A. packardi kregen eerder respectievelijk afzonderlijke geslachten, Megagomphos en Brachyallodesmus toegewezen, maar veel auteurs betwijfelden dit generieke onderscheid en de cladistische analyse door Boessenecker en Churchill (2018) vond geen ondersteuning voor dit generieke schema. Atopotarus, door sommige auteurs naar Allodesmus verwezen (bijv. Mitchell 1966), onderscheidt zich van Allodesmus door de afwezigheid van een prenariële plaat en M2, dubbelgewortelde wangtanden, een klein, driehoekig postorbitaal uitsteeksel en een mastoïde uitsteeksel dat ventraal naar de postglenoïde tak uitsteekt.